# CASA C-101 Aviojet
Il C-101 Aviojet è uno addestratore intermedio a jet progettato e costruito dall'azienda spagnola CASA. È un monomotore caratterizzato da un'ala bassa e un abitacolo a 2 posti in tandem. Il velivolo viene impiegato dalla pattuglia acrobatica spagnola Patrulla Águila e può svolgere anche missioni di attacco leggero.

## Storia del progetto

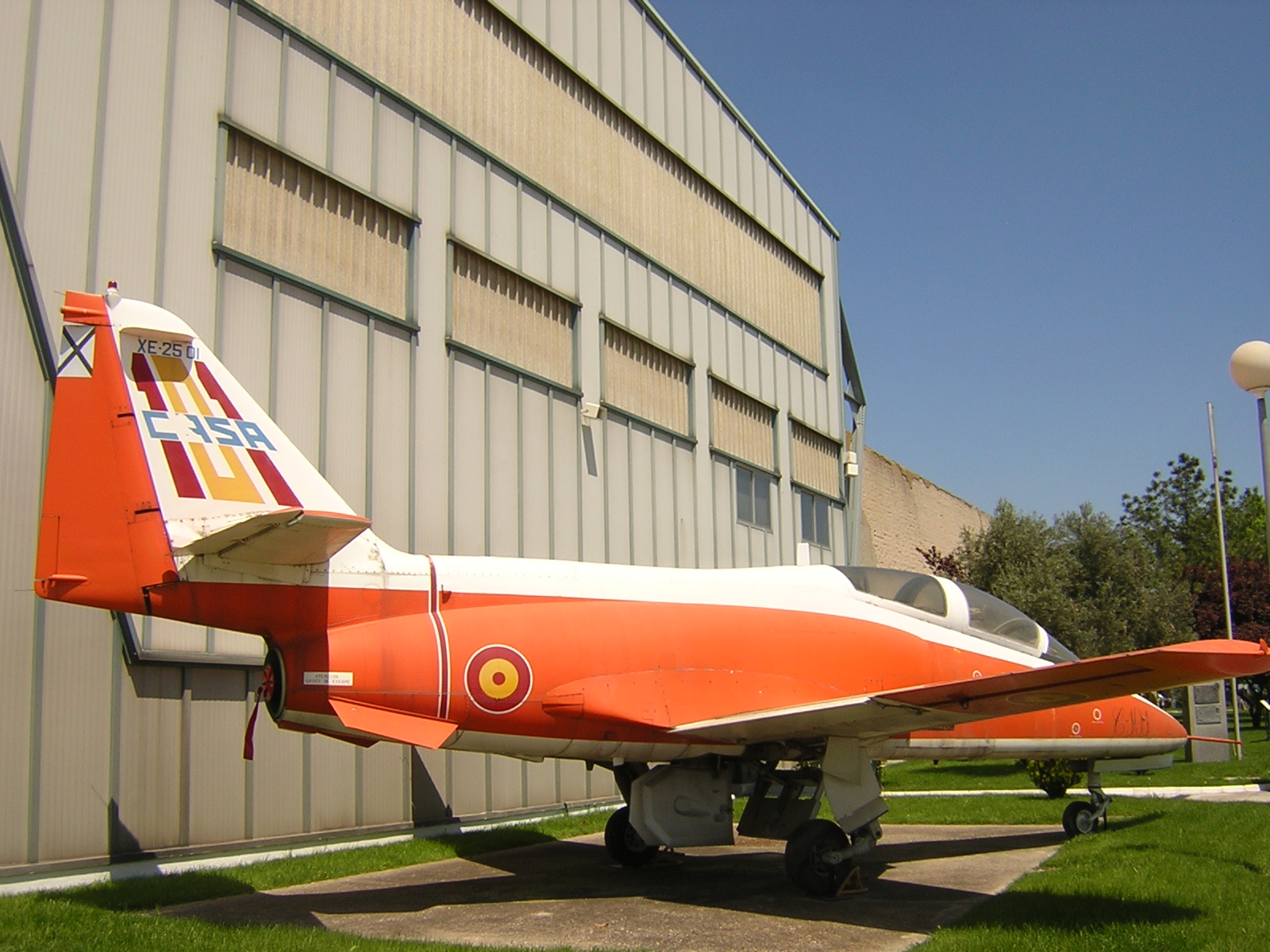
Il prototipo del C-101 Aviojet esposto al Museo del Aire de Cuatro Vientos di Madrid.

Il trainer a jet della CASA nacque per soddisfare una specifica emessa, nei primi anni settanta, dall'Ejército del Aire, in cui si richiedeva la fornitura di un nuovo biposto da addestramento a jet con cui sostituire gli oltre cento pari ruolo tra Hispano Aviación HA-200 Saeta e HA-220 Súper Saeta, di costruzione nazionale, e lo statunitense Lockheed T-33, sviluppo biposto del caccia Lockheed F-80 Shooting Star, tutti in servizio presso le diverse unità dell'Ejército del Aire.
Nel 1976 l'azienda spagnola si avvalse dell'assistenza della statunitense Northrop e della tedesca MBB nella progettazione del nuovo velivolo.
Il primo prototipo effettuò il suo primo volo il 29 giugno 1977 e dopo 3 anni di test effettuati a terra e in volo - nel 1980 - divenne operativo con la forza aerea iberica. Nell'Ejército del Aire il C-101 Aviojet è utilizzato soprattutto per l'addestramento intermedio, il traino bersagli e dalla pattuglia acrobatica Patrulla Águila.
Il C-101 Aviojet ha riscosso uno scarso successo di vendite all'estero: 16 esemplari venduti alla Giordania e solamente 4 aerei acquistati dall'Honduras. Ultimo operatore dell'aereo è il Cile con 35 esemplari, costruiti su licenza dalla Enaer e denominati localmente T-36 Halcon e A-36 Toqui.
Il primo agosto 2022, l'Ejército dell'Aire ha ritirato gli ultimi E.25 da addestramento, lasciando in servizio i soli sette aerei in servizio con la Patrulla Aguila.
L'11 giugno 2025 sono stati definitivamente ritirati dal servizio anche gli ultimi esemplari in servizio con la Patrulla Aguila.

## Utilizzatori

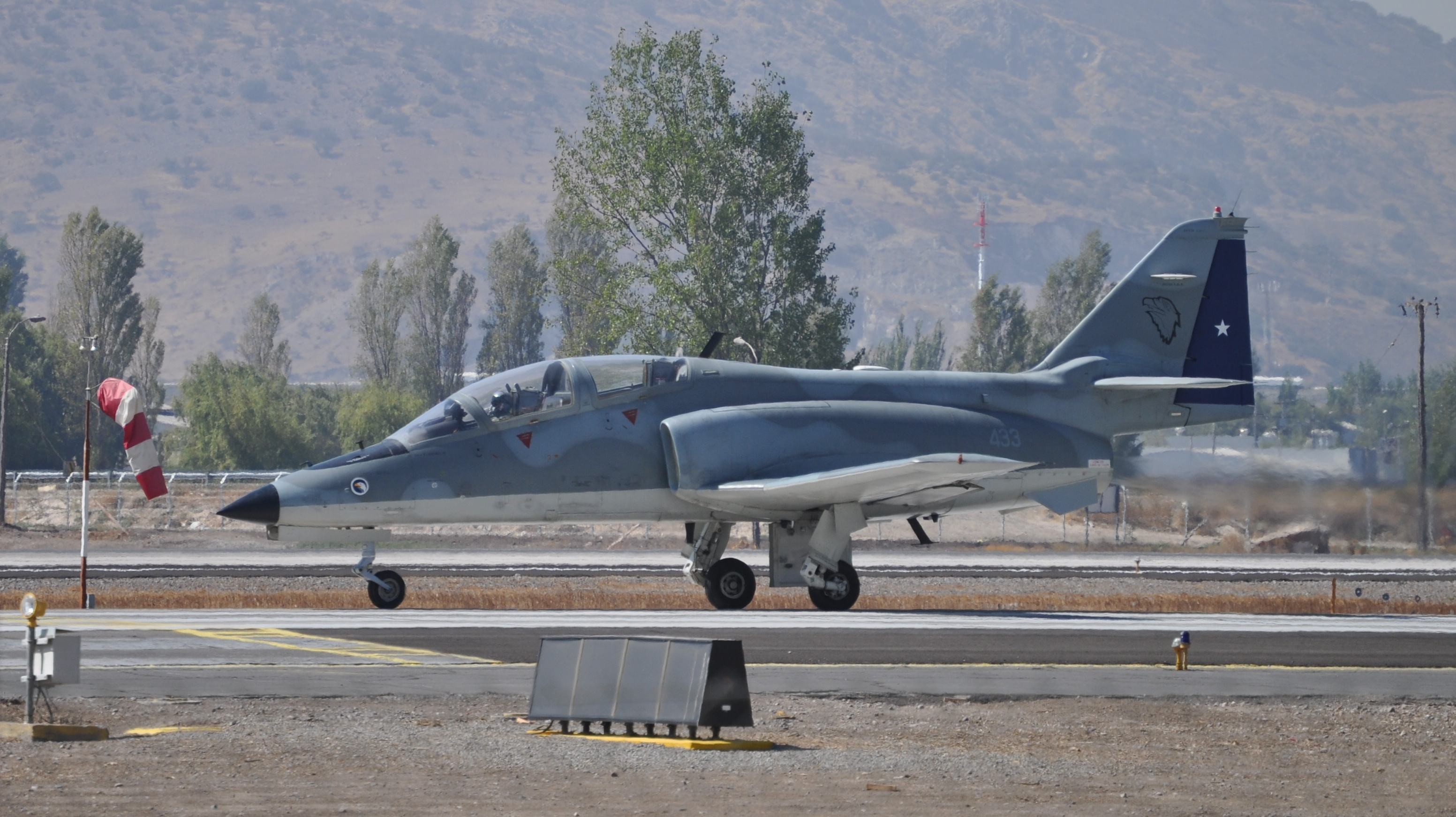
Un A-36 Toqui della Fuerza Aérea de Chile.

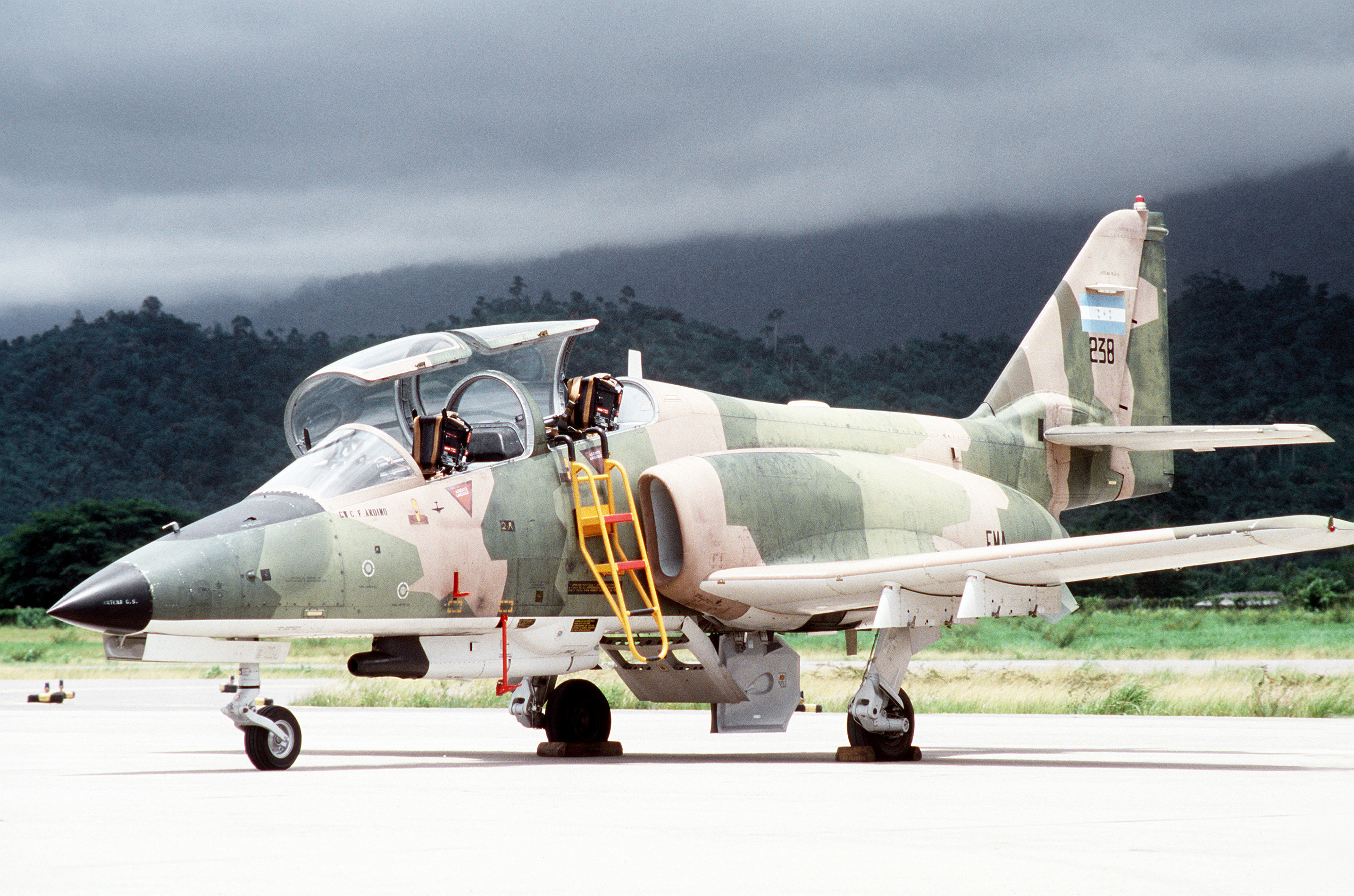
Un C-101 Aviojet della Fuerza Aérea Hondureña.

Cile
- Fuerza Aérea de Chile

15 T-36BB Halcon consegnati a partire dal 1983 e 22 A-36CC Toqui consegnati a partire dal 1986. Nel 1997, 12 A-36CC furono modernizzati nei sistemi e nell'armamento e designati A-36CC Torqui II.  Tutti ritirati al dicembre 2022.
 Giordania
- Al-Quwwat al-Jawwiyya al-malikiyya al-Urdunniyya

16 C-101CC consegnati, 13 in servizio al gennaio 2021. Circa una dozzina risulta in servizio al febbraio 2018.
 Honduras
- Fuerza Aérea Hondureña

4 C-101BB consegnati tra il 1982 e il 1984, non più in servizio dal 2016.
 Spagna
- Ejército del Aire

Degli 88 esemplari ricevuti a partire dal 17 marzo 1980, gli ultimi esemplari da addestramento sono stati ritirati a fine luglio 2022. Fino all'11 giugno 2025, data del loro ritiro, erano rimasti in servizio i soli 7 aerei della Patrulla Águila.

## Velivoli comparabili
Italia
- Aermacchi MB-339

  Francia/Germania
- Dassault-Dornier Alpha Jet

 Regno Unito
- Hawker Siddeley Hawk

 Rep. Ceca
- Aero L-39 Albatros